# Demo (Immortal)
Demo es el primer demo de la influyente banda noruega de black metal Immortal.
Un trabajo totalmente diferente a lo que solemos oír hoy de esta banda.
Para este periodo Immortal tocaba death metal, similar a Amputation, y podemos apreciar riffs de guitarra crudos por parte de Demonaz y Jörn Tonsberg, numerosos blast-beasts del lado de Gaedda (Gerhard Herfindal), y voces guturales y demoniacas por parte de Abbath.
Curiosamente este fue el único trabajo de Immortal como cuarteto.
Las letras de las canciones jamás se publicaron y es prácticamente imposible entenderlas ya que la calidad de la grabación es mala.
Un tema de crítica acerca de esta demo es que no tiene título.
La tapa del casete contenía un dibujo hecho por Dead (Mayhem) y se titulaba "The Northern Upir's Death" y fue tomado por la audiencia como el nombre del demo. (Un "Upir" es una especie de vampiro de la mitología eslava). 
La primera edición (1990), contenía cuatro pistas.
Poteriores bootlegs han eliminado la última pista (outro), generando confusión en cuanto a la existencia de ésta en la edición original.
Solo se conoce un concierto donde se tocaron estas canciones, fue en 1991 en Bergen con la misma alineación que grabó la demo, donde también se tocaron algunos covers. 
El Outro es una pieza instrumental; en esta se aprecia un aullido de lobo y algunos rugidos, la pista dura 36 segundos. Para este periodo los integrantes aún usaban sus nombres de pila, aunque Armagedda (Gerhard Herfindal), ya usaba un alias (Gaedda).
La banda Enslaved tomó su nombre de la canción "Enslaved In Rot".

## Lista de canciones
1. "Suffocate The Masses" – 3:56
2. "Enslaved In Rot" – 4:21
3. "Left On The Stake" – 4:17
4. "Outro" – 0:36

## Créditos
- Olve Eikemo – Voz y bajo
- Harald Nævdal – Guitarra
- Jörn Tonsberg – Guitarra
- Armagedda – Batería

## Diseño artístico
El dibujo de la portada fue realizado por el entonces vocalista de Mayhem, Dead y el diseño del logo de la banda por Jannicke Wiise-Hansen.